# Buono!
Buono! (jap. ボーノ, Bōno, dt. „lecker“) war eine Musikgruppe des Hello! Projects. Sie wurde gegründet, um Lieder für den Anime
Shugo Chara! einzuspielen. Nach dem Ende des Animes nahm die Gruppe eine Auszeit, kam jedoch ein Jahr später mit der Single „Zassou no Uta“ zurück.
Im Gegensatz zu anderen Gruppen des Hello! Projects trat Buono! oft mit einer Live-Band auf. Die meisten Lieder sind im Pop-Rock-Stil geschrieben.
Da die Mitglieder der Gruppe auch in Berryz Kōbō und °C-ute aktiv waren, spielten sie neben ihren Solo-Konzerten auch auf gemeinsamen Auftritten der beiden Gruppen, so unter anderem in Paris 2012. Nach der Auflösung von Berryz Kōbō blieb Buono! aktiv, bis sich 2017 auch °C-ute auflöste und Tsugunaga ihre Karriere beendete.

## Mitglieder
- Momoko Tsugunaga (嗣永 桃子, * 6. März 1992, Leader), Mitglied bei Berryz Kōbō
- Miyabi Natsuyaki (夏焼 雅, * 25. August 1992), Mitglied bei Berryz Kōbō
- Airi Suzuki (鈴木 愛理, * 12. April 1994), Mitglied bei °C-ute

## Diskografie

### Studioalben
| Jahr | Titel         | Höchstplatzierung, Gesamtwochen, AuszeichnungChartsChartplatzierungen (Jahr, Titel, Platzierungen, Wochen, Auszeichnungen, Anmerkungen) | Anmerkungen                            |
| Jahr | Titel         | JP | Anmerkungen                            |
| ---- | ------------- | --- | -------------------------------------- |
| 2008 | Cafe Buono!   | JP11 (5 Wo.)JP | Erstveröffentlichung: 20. Februar 2008 |
| 2009 | Buono!2       | JP7 (4 Wo.)JP | Erstveröffentlichung: 11. Februar 2009 |
| 2010 | We are Buono! | JP11 (3 Wo.)JP | Erstveröffentlichung: 10. Februar 2010 |

### Kompilationen
| Jahr | Titel           | Höchstplatzierung, Gesamtwochen, AuszeichnungChartsChartplatzierungen (Jahr, Titel, Platzierungen, Wochen, Auszeichnungen, Anmerkungen) | Anmerkungen                           |
| Jahr | Titel           | JP | Anmerkungen                           |
| ---- | --------------- | --- | ------------------------------------- |
| 2010 | The Best Buono! | JP16 (3 Wo.)JP | Erstveröffentlichung: 10. August 2010 |

### EPs
| Jahr | Titel    | Höchstplatzierung, Gesamtwochen, AuszeichnungChartsChartplatzierungen (Jahr, Titel, Platzierungen, Wochen, Auszeichnungen, Anmerkungen) | Anmerkungen                           |
| Jahr | Titel    | JP | Anmerkungen                           |
| ---- | -------- | --- | ------------------------------------- |
| 2011 | Partenza | JP21 (3 Wo.)JP | Erstveröffentlichung: 10. August 2011 |
| 2012 | Sherbet  | JP14 (4 Wo.)JP | Erstveröffentlichung: 22. August 2012 |

### Singles
| Jahr | Titel Album                                                   | Höchstplatzierung, Gesamtwochen, AuszeichnungChartsChartplatzierungen (Jahr, Titel, Album, Platzierungen, Wochen, Auszeichnungen, Anmerkungen) | Anmerkungen                                                   |
| Jahr | Titel Album                                                   | JP | Anmerkungen                                                   |
| ---- | ------------------------------------------------------------- | --- | ------------------------------------------------------------- |
| 2007 | Honto no Jibun (ホントのじぶん) Café Buono!                   | JP5 (13 Wo.)JP | Erstveröffentlichung: 31. Oktober 2007 Verkäufe JP: + 42.035  |
| 2008 | Renai Rider (恋愛■ライダー) Café Buono!                       | JP7 (4 Wo.)JP | Erstveröffentlichung: 6. Februar 2008 Verkäufe JP: + 35.254   |
| 2008 | Kiss! Kiss! Kiss! Buono! 2                                    | JP4 (6 Wo.)JP | Erstveröffentlichung: 14. Mai 2008 Verkäufe JP: + 36.675      |
| 2008 | Gachinko de Ikō! (ガチンコでいこう!) Buono! 2                 | JP6 (5 Wo.)JP | Erstveröffentlichung: 20. August 2008 Verkäufe JP: + 31.005   |
| 2008 | Rottara Rottara (ロッタラ ロッタラ) Buono! 2                  | JP8 (5 Wo.)JP | Erstveröffentlichung: 12. November 2008 Verkäufe JP: + 27.104 |
| 2009 | Co-no-mi-chi Buono! 2                                         | JP4 (4 Wo.)JP | Erstveröffentlichung: 6. Januar 2009 Verkäufe JP: + 22.735    |
| 2009 | My Boy We Are Buono!                                          | JP7 (5 Wo.)JP | Erstveröffentlichung: 29. April 2009 Verkäufe JP: + 23.621    |
| 2009 | Take It Easy! We Are Buono!                                   | JP10 (4 Wo.)JP | Erstveröffentlichung: 26. August 2009 Verkäufe JP: + 18.170   |
| 2009 | Bravo Bravo We Are Buono!                                     | JP4 (4 Wo.)JP | Erstveröffentlichung: 16. Dezember 2009 Verkäufe JP: + 19.601 |
| 2010 | Our Songs The Best Buono!                                     | JP8 (3 Wo.)JP | Erstveröffentlichung: 3. Februar 2010 Verkäufe JP: + 15.692   |
| 2011 | Zassō no Uta (雑草のうた) Partenza                            | JP9 (3 Wo.)JP | Erstveröffentlichung: 2. Februar 2011 Verkäufe JP: + 14.794   |
| 2011 | Natsu Dakara! (夏ダカラ!) Partenza                            | JP13 (4 Wo.)JP | Erstveröffentlichung: 20. Juli 2011 Verkäufe JP: + 12.554     |
| 2012 | Hatsukoi Cider / Deep Mind (初恋サイダー / Deep Mind) Sherbet | JP7 (4 Wo.)JP | Erstveröffentlichung: 18. Januar 2012 Verkäufe JP: + 13.899   |

### Fernseh-Show
- 2008 BeriKyuu: erste eigene Fernseh-Show von Berryz Koubou und °C-ute

### Konzerte
- Buono! 1st Anniversary FC Special ~Rock’n Buono!~ (2008)
- Buono! ~Rock’n Buono! 2~ (2009)
- Buono! Tour - Hybrid Punch - (2009)
- Buono! Concert Tour ~Winter Festa!~ (2009)
- Buono! Concert Tour ~We are Buono!~ (2010)
- Buono! Live Tour ~Rock’n Buono! 3~ (2010)
- Buono! Tour Winter ~Re; Buono!~ (2011)
- Buono! Live Tour Summer ~Rock’n Buono! 4~ (2011)

### Filme
- Gomennasai (2012)